# جان کورتی
جان کورتی (انگلیسی: John Korty؛ زادهٔ ۲۲ ژوئیهٔ ۱۹۳۶ – ۹ مارس ۲۰۲۲) یک کارگردان، فیلم‌نامه‌نویس، و فیلم‌بردار اهل ایالات متحده آمریکا بود. او برای فیلم دی‌بولت‌ها کی هستند و از کجا نوزده فرزند آورده‌اند؟ برنده جوایزی همچون جایزه اسکار بهترین فیلم مستند و جایزه امی شده بود.